# Tokudaiji Sanesada
Tokudaiji Sanesada (徳大寺実定, [[[1139]] - 1192] Erro: {{japonês}}: texto da transliteração contém caractere não latino (pos 19) (ajuda)), também conhecido como Fujiwara no Sanesada e mais tarde como Go-Tokudaiji Sadaijin, foi líder do Ramo Tokudaiji do Clã Fujiwara. Também foi poeta de Waka.

## Vida
Seu pai era Tokudaiji Kinyoshi e sua mãe era filha de Fujiwara no Toshitada, seus filhos foram Tokudaiji Kinmori e Tokudaiji Kintsugu. Era sobrinho de Fujiwara no Toshinari e primo de Fujiwara no Sadaie.
Em 1177 foi nomeado como Dainagon e em 1183 foi promovido a Naidaijin. Neste mesmo ano estava em Quioto durante o Cerco de Hōjūjidono, no qual  Minamoto no Yoshinaka conseguira sequestrar o Imperador em clausura Go-Shirakawa  e pretendia estabelecer um governo próprio, nas províncias ao norte. Mas mais tarde Yoshinaka seria derrotado por seu primo Yoshitsune a mando de Yoritomo. Após este incidente Yoritomo forma um grupo de dez membros da Corte chamado Gisō que deveria se responsabilizar pela segurança da Capital, dentre os membros do Gisō estava Sanesada.
Em 1185, ainda como Naidaijin, Sanesada foi responsável por transmitir a Go-Shirakawa a mensagem enviado por Yoritomo que informava sobre a vitória na Batalha de Dan no Ura com a rendição de Taira no Munemori e a recuperação do Espelho Divino Yata no Kagami e da Jóia Divina Yasakani no magatama e a perda da Espada Kusanagi que faziam parte da Regalia Imperial.
Em 1186 ele foi nomeado Udaijin e em 1189 como Sadaijin. No final de 1191 por causa da doença, decide se tornar um monge budista com o nome de Nyoen , falecendo no início de 1192 aos 53 anos de idade.
Escreveu vários livros como o diário Niwa Enju-shō (庭槐抄). Participou em vários concursos de waka, e fez uma compilação pessoal de poemas waka chamada Rin no Shita-shū (林下集). Alguns de seus poemas foram incluídos nas antologias imperiais Senzai Wakashū e Shin Kokin Wakashū. Outro de seus poemas foi incluído na antologia Ogura Hyakunin Isshu.
| Precedido por Tokudaiji Kinyoshi    | -- 3º Líder dos Tokudaiji Fujiwara | Sucedido por Tokudaiji Kintsugu |
| Precedido por Fujiwara no Tsunemune | 47º Sadaijin (1189 - 1191)         | Sucedido por Kujō Kanezane      |
| Precedido por Kujō Kanezane         | 79º Udaijin (1186 - 1189)          | Sucedido por Sanjō Sanefusa     |
| Precedido por Matsudono Moroie      | 39º Naidaijin (1183 - 1186)        | Sucedido por Kujō Michiie       |